# Список вулиць Києва (Т)
Це список вулиць міста Києва, назви яких починаються на літеру Т.
До списку входять усі урбаноніми Києва, що містяться в офіційному довіднику «Вулиці міста Києва», затвердженому 2015 року, а також у міській інформаційно-аналітичній системі забезпечення містобудівної діяльності (МІАС ЗМД) «Містобудівний кадастр Києва», довіднику «Вулиці Києва» 1995 року та атласі «Київ до кожного будинку». Назви вулиць, які відсутні в офіційному довіднику, подані курсивом. Проєктні вулиці, що мають код у кадастрі, але не мають назв, у списку не наведені.
У списку вулиці подані за алфавітом. Назви вулиць на честь людей відсортовані за прізвищем (якщо прізвище відсутнє — за іменем) і подаються у форматі Прізвище Ім'я і/або Посада. Якщо вулиця названа за цілісним псевдонімом, то сортування відбувається за першою літерою псевдоніма або імені, тобто Бориса Тена подано на літеру Б, Ганни Барвінок — на Г, Дзиґи Вертова — на Д, Івана Багряного — на І, Кузьми Скрябіна — на К, Лесі Українки — на Л, Марка Вовчка, Марка Черемшини, Миколи Хвильового і Мирослава Ірчана — на М, Олени Пчілки і Остапа Вишні — на О, Панаса Мирного — на П, Юрія Клена — на Ю, Якуба Коласа, Яна Райніса, Янки Купали і Януша Корчака — на Я. Вулиці, що мають, окрім назви, порядковий номер, відсортовані за власною назвою, наприклад 2-й Левадний провулок на літеру Л. Вулиця Радгосп «Совки» розміщена на літеру С, вулиця Міста Шалетт — на літеру Ш. Назви вулиць, що починаються на число (окрім вулиць, зазначених вище), записані словами і подані на відповідну літеру (Восьмого Березня, Першого Травня тощо).
Вулиці з назвами «Садова» (в тому числі «номерні») і лінії виділені в окремі списки.
Станом на 1 січня 2023 року в Києві 2833 урбаноніми, з них:
| - 2059 вулиць; - 533 провулки; - 77 ліній; - 59 площ і майданів; | - 32 проспекти; - 22 бульвари; - 15 узвозів; | - 12 проїздів; - 11 шосе; - 5 доріг; | - 3 алеї; - 3 набережних; - 2 тупики. |

Колір фону у списку залежить від типу урбаноніма.
Після списку існуючих вулиць наведено список зниклих вулиць (вулиць, які були ліквідовані або включені до інших вулиць протягом XX—XXI століть), а також список попередніх назв вулиць, починаючи з 1800 року. Назви перейменованих вулиць, що починаються на число (окрім вулиць, зазначених вище), записані словами і подані на відповідну літеру (Третього Інтернаціоналу, Дев'ятого Січня, Дванадцятого Грудня, Двадцять П'ятого Жовтня, Сорокаріччя Жовтня, П'ятдесятиріччя Жовтня, Шістдесятиріччя Жовтня тощо).

## Вулиці міста Києва
| Назва                  | Тип   | Колишні назви                                                   | Район                         | Місцевість                                     | Рік затв.    | Код об'єкта |
| ---------------------- | ----- | --------------------------------------------------------------- | ----------------------------- | ---------------------------------------------- | ------------ | ----------- |
| Табірна                | вул.  | Лагерна                                                         | Шевченківський                | Грушки                                         | 2018         | 10864       |
| Таврійська             | вул.  | Нова 79-та                                                      | Подільський                   | Біличе поле                                    | 1944         | 11641       |
| Таврійський            | пров. | Нова вул.                                                       | Подільський                   | Біличе поле                                    | 1955         | 11642       |
| Тальнівська            | вул.  | Ленінградська, Осокорська                                       | Дарницький                    | Позняки                                        | 1955         | 11647       |
| Тампере                | вул.  | Нова, Чорноводська                                              | Дніпровський                  | Соцмісто                                       | 1961         | 11648       |
| Танкістів              | вул.  | Нова 213-та                                                     | Солом'янський                 | Новокараваєві дачі                             | 1944         | 11649       |
| Танюка Леся            | вул.  | Проектна 13074                                                  | Деснянський                   | Селище Радистів                                | 2017         | 13074       |
| Таранушенка Стефана    | вул.  | Дзержинського                                                   | Деснянський                   | Троєщина                                       | 2016         | 10430       |
| Тарасевичів Сім'ї      | пров. | Маршака 2-й                                                     | Святошинський                 | Біличі                                         | 2022         | 11015       |
| Тарасівська            | вул.  |                                                                 | Голосіївський                 | Паньківщина                                    | 1869         | 11650       |
| Тарасової Алли         | вул.  | Троїцький пров., Маложитомирський пров.                         | Шевченківський                | Старий Київ                                    | 1979         | 11651       |
| Таращанська            | вул.  | Нова 398-ма                                                     | Святошинський                 | Новобіличі                                     | 1944         | 11652       |
| Таращанський           | пров. | Нова вул.                                                       | Святошинський                 | Новобіличі                                     | 1955         | 11653       |
| Татарська              | вул.  |                                                                 | Шевченківський                | Татарка                                        | 1860-ті      | 11654       |
| Татарський             | пров. |                                                                 | Шевченківський                | Татарка                                        | 1860-ті      | 11655       |
| Ташкентська            | вул.  | Харківська                                                      | Дарницький                    | Червоний хутір                                 | 1963         | 11656       |
| Тбіліський             | пров. | Шулявський, Вузький                                             | Шевченківський                | Шулявка                                        | 1955         | 11657       |
| Творча                 | вул.  | Московська-1                                                    | Голосіївський                 | Жуляни                                         | 2008         | 11660       |
| Театральна             | площа | Театральна, Лисенка                                             | Шевченківський                | Старий Київ                                    | 1939         | 11661       |
| Телеграфний            | пров. |                                                                 | Печерський                    | Клов                                           | кін. ХІХ ст. | 11662       |
| Теліги Олени           | вул.  | Новоокружна, Коротченка Дем'яна                                 | Подільський, Шевченківський   | Куренівка, Дорогожичі, Сирець                  | 1993         | 11663       |
| Телятникова Леоніда    | площа |                                                                 | Оболонський                   | Оболонь                                        | 2016         | 13080       |
| Теплична               | вул.  | Парникова                                                       | Святошинський                 | Михайлівська Борщагівка                        | 1977         | 11665       |
| Тепловозна             | вул.  | Садова, Перехресна + Позняківська, Котовського 4-та, Активістів | Дарницький                    | Позняки                                        | 1957         | 11666       |
| Теремківська           | вул.  | Нова                                                            | Голосіївський                 | Теремки                                        | 1977         | 11667       |
| Теремківський          | пров. | Нова 357-ма вул., Теремківська вул.                             | Солом'янський                 | Олександрівська слобідка                       | 1970-ті      | 11668       |
| Терещенка Миколи       | вул.  | Завулок № 5                                                     | Святошинський                 | Перемога                                       | 1968         | 11671       |
| Терещенківська         | вул.  | Олексіївська, Чудновського, Рєпіна                              | Шевченківський                | Старий Київ                                    | 1992         | 11672       |
| Територіальної оборони | вул.  | Ватутіна                                                        | Солом'янський                 | Жуляни                                         | 2022         | 10197       |
| Тернопільська          | вул.  | Нова                                                            | Святошинський                 | Авіамістечко                                   | 1955         | 11673       |
| Теслярська             | вул.  | Нова                                                            | Голосіївський                 | Голосіїв                                       | 1958         | 11675       |
| Тетерівська            | вул.  | Нова «А», Іртишська                                             | Голосіївський                 | Саперна слобідка                               | 2022         | 10621       |
| Тетянинська            | вул.  | Романівська, Тетянівська, Леваневського                         | Солом'янський                 | Караваєві дачі                                 | 2023         | 10876       |
| Тиврівський            | пров. | Лісний, Тихвінський                                             | Голосіївський                 | Добрий Шлях                                    | 2022         | 11683       |
| Тираспольська          | вул.  | Тираспільська, Тираспольська + Котовського (част.)              | Подільський, Шевченківський   | Сирець                                         | 1940         | 11681       |
| Тиха                   | вул.  |                                                                 | Печерський                    | Чорна гора                                     | 1927         | 11682       |
| Тихого Олекси          | вул.  | Дачна 4-та, Виборгська, Виборзька                               | Солом'янський                 | Грушки, Шулявка                                | 2019         | 10229       |
| Тихонівський           | пров. | Лугова 2-га вул.                                                | Голосіївський                 | Деміївка                                       | 1955         | 11684       |
| Тичини Павла           | пр-т  | Нова, Тельбинська вул.                                          | Дніпровський                  | Березняки                                      | 1968         | 11687       |
| Товарна                | вул.  |                                                                 | Печерський                    | Чорна гора                                     | 1958         | 11689       |
| Токмацький             | пров. | Нова 820-та вул., Кузбаський                                    | Деснянський                   | Биківня                                        | 2022         | 10835       |
| Толочанська            | вул.  |                                                                 | Деснянський                   | Троєщина                                       |              | 12612       |
| Толстого               | пров. |                                                                 | Дарницький                    | Бортничі                                       |              | 12665       |
| Толстого Льва          | вул.  |                                                                 | Дарницький                    | Бортничі                                       |              | 11692       |
| Томаківський           | пров. | Нова 620-та вул., Волховський                                   | Дніпровський                  | ДВРЗ                                           | 2022         | 10281       |
| Томашевська            | вул.  | Томашівського                                                   | Деснянський                   | Куликове                                       | 2009         | 11696       |
| Томашпільська          | вул.  | Нова 233-тя                                                     | Дарницький                    | Червоний хутір                                 | 1957         | 11697       |
| Тополева               | вул.  | Нова 482-га                                                     | Солом'янський                 | Залізнична Колонія                             | 1953         | 11698       |
| Тороповського Георгія  | вул.  | Нова 649-та, Сталінабадська, Дубового Івана                     | Дніпровський                  | Соцмісто                                       | 2016         | 10490       |
| Травнева               | вул.  |                                                                 | Дніпровський                  | Воскресенські сади                             |              | 12452       |
| Травнева               | вул.  | Нова 486-та                                                     | Солом'янський                 | Монтажник                                      | 1953         | 11699       |
| Травневий              | пров. | Майський                                                        | Солом'янський                 | Монтажник                                      |              | 11700       |
| Трактористів           | вул.  | Нова 318-ма                                                     | Дніпровський                  | Ліски                                          | 1953         | 11701       |
| Траншейна              | вул.  | Нова 470-та                                                     | Солом'янський                 | Олександрівська слобідка                       | 1944         | 11702       |
| Трахтемирівська        | вул.  | Нова 155-та                                                     | Голосіївський                 | Мишоловка                                      | 1944         | 11703       |
| Третя                  | вул.  |                                                                 | Оболонський                   | СТ «Чорнобилець-2001»                          |              | 12570       |
| Трипільська            | вул.  | Комуністична                                                    | Дарницький                    | Бортничі                                       | 2016         | 10737       |
| Троїцька               | площа | Либідська                                                       | Печерський                    | Нова Забудова                                  | 2018         | 13116       |
| Троїцько-Кирилівська   | вул.  | Троїцько-Кирилівська, Терьохіна Олексія                         | Подільський                   | Куренівка                                      | 2023         | 11674       |
| Тронька Академіка      | вул.  |                                                                 | Голосіївський                 |                                                | 2015         | 13045       |
| Тропініна              | пров. | Катерининський, Фонвізінський, Катерининський                   | Шевченківський                | Татарка                                        | 1955         | 11705       |
| Тростянецька           | вул.  | Нова 47-ма + Нова 602-га                                        | Дарницький                    | Харківський масив, Село Шевченка, Нова Дарниця | 1953         | 11706       |
| Тростянецький          | пров. | Нова 603-тя вул., Славгородський                                | Дарницький                    | Село Шевченка                                  | 2022         | 11556       |
| Трояндова              | вул.  |                                                                 | Солом'янський                 | Жуляни                                         | 2015         | 12685       |
| Трублаїні Миколи       | вул.  | Пролетарська                                                    | Святошинський                 | Михайлівська Борщагівка                        | 1974         | 11707       |
| Трускавецька           | вул.  | Нова                                                            | Дарницький                    | Осокорки                                       | 1955         | 11709       |
| Труханівська           | вул.  |                                                                 | Дніпровський                  | Труханів острів                                | 2001         | 11711       |
| Труша Івана            | вул.  | Горького, Пришвіна                                              | Святошинський                 | Південна Борщагівка                            | 2022         | 11371       |
| Трьохсвятительська     | вул.  | Театральна, Жертв Революції, Героїв Революції                   | Шевченківський                | Старий Київ                                    | 1992         | 11712       |
| Трясила Тараса         | вул.  | Нова 702-га, Лодигіна                                           | Подільський                   | Куренівка                                      | 2022         | 10944       |
| Тулузи                 | вул.  | Нова                                                            | Святошинський                 | Микільська Борщагівка                          | 1970         | 11713       |
| Тульчинська            | вул.  | Дмитрівський (2-й) пров., Канівський пров.                      | Подільський                   | Куренівка                                      | 1955         | 11716       |
| Туманяна Ованеса       | вул.  | Нова                                                            | Дніпровський                  | Лівобережний масив                             | 1969         | 11717       |
| Тупиковий 1-й          | пров. |                                                                 | Дарницький                    | Бортничі                                       |              | 12111       |
| Тупиковий 2-й          | пров. |                                                                 | Дарницький                    | Бортничі                                       |              | 12112       |
| Тупиковий 3-й          | пров. |                                                                 | Дарницький                    | Бортничі                                       |              | 12113       |
| Туполєва Академіка     | вул.  | Гостомельське шосе                                              | Святошинський, Шевченківський | Нивки                                          | 1973         | 11719       |
| Тургенєва              | вул.  |                                                                 | Деснянський                   | Троєщина                                       |              | 11720       |
| Тургенєва Івана        | вул.  |                                                                 | Дарницький                    | Бортничі                                       |              | 11722       |
| Турівська              | вул.  |                                                                 | Подільський                   | Поділ                                          | 1869         | 11724       |
| Турчина Ігоря          | вул.  | Блюхера Василя                                                  | Шевченківський                | Нивки                                          | 2016         | 10109       |
| Тутковського Академіка | вул.  | Середньозалізнична + Ключова                                    | Солом'янський                 | Караваєві дачі                                 | 1962         | 11725       |
| Тютюнника Василя       | вул.  | Прозорівська, Барбюса Анрі                                      | Печерський                    | Нова Забудова, Черепанова гора, Саперне поле   | 2018         | 10059       |

## Зниклі вулиці
| Назва                 | Тип   | Район          | Місцевість               | Рік зникнення | Примітка                                                                 |
| --------------------- | ----- | -------------- | ------------------------ | ------------- | ------------------------------------------------------------------------ |
| Таганчанська          | вул.  | Московський    | Саперна слобідка         | 1977          |                                                                          |
| Таганчанський         | пров. | Московський    | Саперна слобідка         | 1978          |                                                                          |
| Таллінська            | вул.  | Залізничний    | Олександрівська слобідка | 1977          |                                                                          |
| Тальнівський          | пров. | Дарницький     | Старі Позняки            | 1977          |                                                                          |
| Таманська             | вул.  | Залізничний    | Солом'янка               | 1977          |                                                                          |
| Тельмана              | вул.  |                | Вигурівщина              | 1983          |                                                                          |
| Тепловозний           | пров. | Дарницький     | Нові Позняки             | 1980-ті       |                                                                          |
| Теремківський         | пров. | Дніпровський   | Куликове                 | 1978          |                                                                          |
| Тернопільський        | пров. | Ленінградський | Святошин                 | 1977          |                                                                          |
| Тесленка Архипа       | вул.  | Дарницький     | Село Шевченка            | 1980-ті       |                                                                          |
| Тесленка Архипа       | пров. | Дарницький     | Село Шевченка            | 1980-ті       |                                                                          |
| Тетерівський          | пров. | Жовтневий      | Караваєві дачі           | 1980-ті       | до 1955 року — 857-ма Нова вулиця                                        |
| Тетянівський          | тупик | Залізничний    | Солом'янка               | 1977          | існує як безіменний проїзд                                               |
| Тихонівська           | вул.  | Московський    | Деміївка                 | 1980-ті       |                                                                          |
| Ткацька               | вул.  | Дарницький     | Соцмісто                 | 1961          | назва з 1957 року                                                        |
| Ткацький              | пров. | Дарницький     | Соцмісто                 | 1977          | назва з 1955 року                                                        |
| Тобілевича            | вул.  | Залізничний    | Першотравневий масив     | 1977          | до 1957 року — 505-та Нова вулиця                                        |
| Товариська            | вул.  | Московський    | Совки                    | 1980-ті       |                                                                          |
| Томашевський          | пров. | Дніпровський   | Куликове                 | 1978          |                                                                          |
| Торговий              | пров. | Подільський    | Куренівка                | 1980-ті       | до 1963 року — провулок Сталеварів. Нині у складі Петропавлівської площі |
| Трамвайний            | пров. | Московський    | Мишоловка                | 1977          | до 1944 року — 128-ма Нова вулиця                                        |
| Транспортна           | вул.  | Залізничний    | Чоколівка                | 1977          |                                                                          |
| Трахтемирівський      | пров. | Московський    | Мишоловка                | 1977          |                                                                          |
| Троєщинська           | вул.  | Дніпровський   | Воскресенська слобідка   | 1980-ті       |                                                                          |
| Троїцько-Кирилівський | пров. | Подільський    | Куренівка                | 1977          | у 1910-х роках — Дмитрівський                                            |
| Тростянецький         | пров. | Дарницький     | Нова Дарниця             | 1977          | до 1953 року — 645-та Нова вулиця                                        |
| Трояндова             | вул.  | Московський    | Совки                    | 1980-ті       |                                                                          |
| Трубізька             | вул.  | Дарницький     | Старі Позняки            | 2011          |                                                                          |
| Трубізький            | пров. | Дарницький     | Старі Позняки            | 2009          |                                                                          |
| Трудова               | вул.  | Московський    | Мишоловка                | 1978          | до 1944 року — 152-га Нова                                               |
| Трускавецький         | пров. | Дарницький     | с. Осокорки              | 1980-ті       |                                                                          |
| Труханівська          | вул.  | Дарницький     | Труханів острів          | 1943          |                                                                          |
| Тульчинський          | пров. | Подільський    | Куренівка                | 1977          | назва — з 1955 року                                                      |
| Турбавська            | вул.  | Московський    | Совки                    | 1977          | до 1944 року — Нова,                                                     |
| Турівський            | пров. | Подільський    | Поділ                    | 1980-ті       |                                                                          |
| Тютюнова              | вул.  | Дніпровський   | Куликове                 | 1980-ті       |                                                                          |
| Тютюновий             | пров. | Дніпровський   | Куликове                 | 1977          |                                                                          |

## Перейменовані вулиці
| Стара назва                    | Нова назва                    | Район                                        | Дата перейменування | Сучасна назва                 |
| ------------------------------ | ----------------------------- | -------------------------------------------- | ------------------- | ----------------------------- |
| Таганрозька                    | Любарта Князя                 | Дніпровський                                 | 2022                | Любарта Князя                 |
| Таганрозький пров.             | Скадовський пров.             | Дніпровський                                 | 2022                | Скадовський пров.             |
| Тагільська                     | Мешко Оксани                  | Подільський                                  | 2023                | Мешко Оксани                  |
| Тагільський пров.              | Бойківський пров.             | Подільський                                  | 2022                | Бойківський пров.             |
| Тарасівська                    | Бишівський пров.              | Дарницький                                   | 1955                | Бишівський пров.              |
| Татарчука                      | Тернопільський пров.          | Жовтневий                                    | 1952                | ліквідований                  |
| Тверська                       | Ґедройця Єжи                  | Голосіївський, Печерський                    | 2018                | Ґедройця Єжи                  |
| Тверський тупик                | Фортечний тупик               | Печерський                                   | 2022                | Фортечний тупик               |
| Тельмана                       | Німецька                      | Голосіївський, Печерський                    | 2015                | Німецька                      |
| Телячий пров.                  | Ратманського пров.            | Подільський                                  | 1952                | ліквідований                  |
| Терешкової Валентини           | Святищенська                  | Дарницький                                   | 2016                | Святищенська                  |
| Терешкової Валентини 2-й пров. | Алчевської Христини пров.     | Дарницький                                   | 2022                | Алчевської Христини пров.     |
| Терьохіна Олексія              | Троїцько-Кирилівська          | Шевченківський                               | 2023                | Троїцько-Кирилівська          |
| Тешебаєва                      | Бринжали Олександра           | Шевченківський                               | 2022                | Бринжали Олександра           |
| Тимірязєвська                  | Садово-Ботанічна              | Печерський                                   | 2022                | Садово-Ботанічна              |
| Тимірязєвський пров.           | Садово-Ботанічний пров.       | Печерський                                   | 2022                | Садово-Ботанічний пров.       |
| Тимофєєвої Галі                | Провіантська                  | Шевченківський                               | 2015                | Провіантська                  |
| Тимофієвої Галі                | Плеханова вул.                | Жовтневий                                    | 1952                | Провіантська                  |
| Тимошенка Маршала              | Лук'яненка Левка              | Оболонський                                  | 2022                | Лук'яненка Левка              |
| Тираспольське шосе             | Котовського                   | Шевченківський                               | 1963                | Сальського Володимира (част.) |
| Тихвінський пров.              | Тиврівський пров.             | Голосіївський                                | 2022                | Тиврівський пров.             |
| Тихорецька                     | Палія Семена                  | Голосіївський                                | 2022                | Палія Семена                  |
| Тихорецький пров.              | Палія Семена пров.            | Голосіївський                                | 2022                | Палія Семена пров.            |
| Тобольський                    | Слуцький                      | Голосіївський                                | 2022                | Слуцький пров.                |
| Толбухіна                      | Данилевича Василя             | Шевченківський                               | 2022                | Данилевича Василя             |
| Толбухіна пров.                | Ялового Михайла пров.         | Шевченківський                               | 2022                | Ялового Михайла пров.         |
| Толстого                       | Беца Володимира               | Деснянський                                  | 2018                | Беца Володимира               |
| Толстого Льва                  | Скоропадського Павла Гетьмана | Голосіївський, Шевченківський, Солом'янський | 2023                | Скоропадського Павла Гетьмана |
| Толстого Льва пл.              | Українських Героїв пл.        | Шевченківський                               | 2023                | Українських Героїв пл.        |
| Трамвайного маршрута 4-го      | Білоруська                    | Молотовський                                 | 1955                | Білоруська                    |
| Треповська                     | Богунська                     | Кагановичський                               | 1923, 1944          | Богунська                     |
| Третього Інтернаціоналу        | Раскової Марини               | Дарницький                                   | 1955                | Сверстюка Євгена              |
| Третього Інтернаціоналу        | Дружби народів                | Дарницький                                   | 1955                | Миру просп.                   |
| Третього Інтернаціоналу        | Дружби народів                | Дарницький                                   | 1955                | Празька                       |
| Третього Інтернаціоналу пл.    | Сталіна пл.                   | Кіровський                                   | 1944                | Європейська пл.               |
| Тропініна                      | Якубенківська                 | Шевченківський                               | 2023                | Якубенківська                 |
| Тростянецька 2-га              | Ахматової Анни                | Харківський                                  | 1990                | Ахматової Анни                |
| Тростянецька (частина)         | Поліська                      | Дарницький                                   | 1990                | Поліська                      |
| Троцького                      | Артема                        | Молотовський                                 | 1929, 1944          | Січових Стрільців             |
| Трудова                        | Чмелів Яр                     | Шевченківський                               | 2023                | Чмелів Яр                     |
| Трудових Резервів              | Ватченка                      | Жовтневий                                    | 1985                | Василенка Миколи              |
| Трутенка Онуфрія               | Максимовича Михайла           | Голосіївський                                | 2016                | Максимовича Михайла           |
| Тульська пл.                   | Героїв УПА пл.                | Оболонський                                  | 2022                | Героїв УПА пл.                |
| Тульський пров.                | Супійський пров.              | Голосіївський                                | 2022                | Супійський                    |
| Тупікова Генерала              | Мельника Андрія               | Солом'янський                                | 2023                | Барвінського Олександра       |
| Тургенєва пров.                | Барвінського Олександра пров. | Дарницький                                   | 2022                | Барвінського Олександра       |
| Тургенєвська                   | Кониського Олександра         | Шевченківський                               | 2023                | Кониського Олександра         |
| Тухачевського Маршала          | Драй-Хмари Михайла            | Святошинський                                | 2016                | Драй-Хмари Михайла            |
|                                |                               |                                              |                     |                               |